# St. Lukas (Lammersdorf)

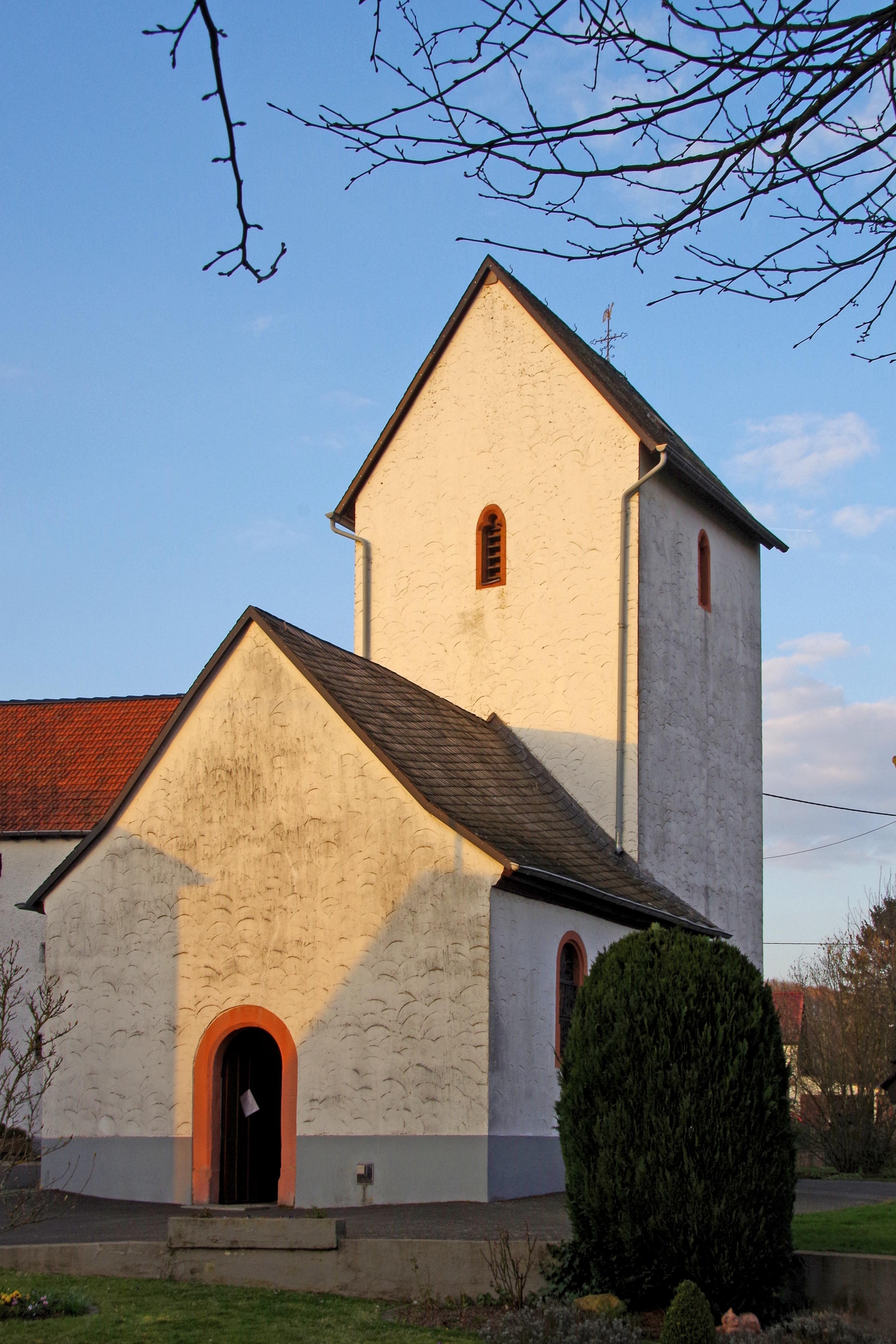
St. Lukas (Lammersdorf)

Die Kirche St. Lukas ist eine römisch-katholische Kirche in Dohm-Lammersdorf (Ortsteil Lammersdorf) im Landkreis Vulkaneifel in Rheinland-Pfalz. Sie ist Filialkirche der Pfarrei Niederbettingen in der Pfarreiengemeinschaft Hillesheim im Bistum Trier.

## Geschichte
Seit 1316 ist in Lammersdorf eine Kapelle bezeugt. Der Chorturm ist spätmittelalterlich, der einachsige flachgedeckte Saalbau stammt von 1795. Das Schiff misst 6 × 5 Meter, der Chor 3,4 × 3,3 Meter. Kirchenpatron ist der Evangelist Lukas.

## Ausstattung

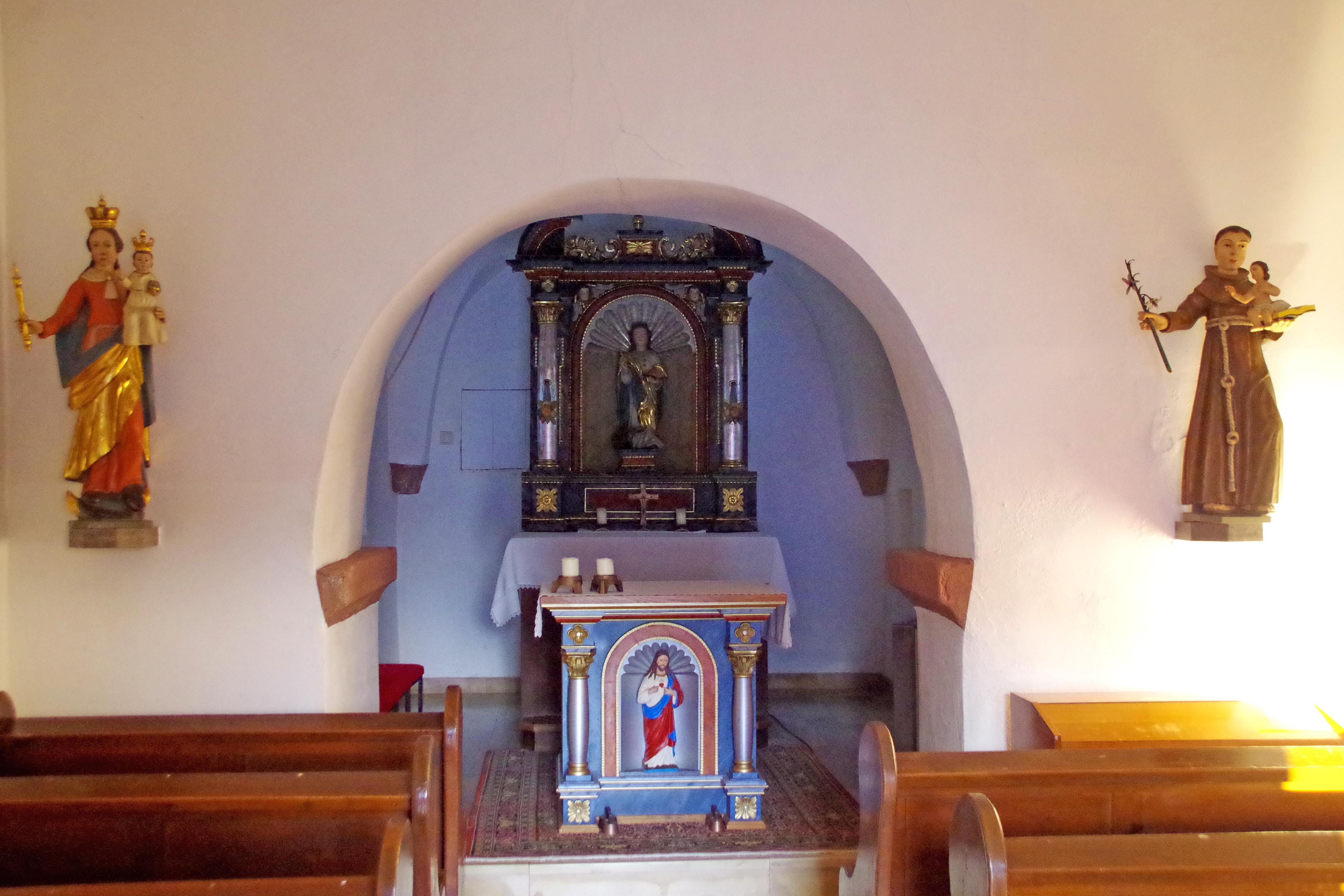
St. Lukas (Lammersdorf)

Der hölzerne Säulenaltar aus dem 18. Jahrhundert zeigt eine Statue des heiligen Lukas. Die Kirche verfügt über Holzfiguren der Muttergottes und des heiligen Antonius aus dem 17. Jahrhundert.